# 仙桃西駅
仙桃西駅（せんとうにしえき）は、 滬蓉高速鉄道の漢宜線の鉄道駅で、 仙桃市の三伏潭鎮に位置し、北と西で漢水に近く、（湖北随州）越（湖南岳陽）高速道路に近く、仙桃市から約31km、天門市の中心から約23kmである。武漢鉄道局の漢口駅の管轄下にあり、現在は三級駅である。 旅客駅の建設規模は4,000平方メートルで、4つの路線、1つの基本プラットフォームと1つの中間プラットフォームがあり、乗客と貨物の輸送を処理する。 

## 駅名
漢宜線の元「 天門南駅 」天門市の領土に位置しており、天門市に続いて、天門新北工業団地の元の「仙桃駅」駅の名前は天門南駅に変更された 。 
仙桃市の後、封口头村と雷场村の間に仙桃西駅を設置することが選択された。 

## 逸話
駅から天門市までの距離が比較的近く、仙モモ市までの距離が比較的遠いため、列車の乗務員は、天門に行きたい場合は駅で下車するよう乗客に注意を促す。 したがって、このサイトはネチズンによって「中国で最も陽気な高速鉄道駅」と呼ばれている 。 （実際、駅から天門市までの直線距離は比較的近いが、 漢江の間に橋はなく、交通は非常に不便である。 ） 

## 関連事項
- 天門南駅

## 参考資料
1. ↑  “此武夷山站到不了武夷山 高铁站名中的“李逵”与“李鬼””.   南方周末. 2016年9月19日閲覧。